# 원종서
원종서(元鐘瑞, 1987년 8월 22일 ~ )는 대한민국의 전직 스타크래프트 프로게이머이다. 2010년 스타크래프트 승부조작 사건으로 한국e스포츠협회에서 영구 제명되었으며 같은해 10월 집행유예형을 선고받았다.

## 경력
한국e스포츠협회 스타크래프트 프로게임단 2005년 하반기 드래프트에서 KOR의 1차 지명으로 입단하였다.
2006년 하반기 프링글스 MSL Season 2 본선에 진출하였으며, 곰TV MSL Season 1에서 8강의 성적을 거두었다. 이후 2007년부터 2008년 2월까지 공식전 13연패로 부진했다.

## 2010년 스타크래프트 승부조작 사건
2010년 5월 스타크래프트 승부조작 사건에 연루되었음이 밝혀졌으며, 6월 한국e스포츠협회로부터 프로게이머에서 영구 제명되었다. 수사 결과 검찰은 마재윤과 원종서가 불법 베팅 사이트를 통해 승부조작을 부추긴 브로커 역할을 했다고 밝혔다. 2010년 10월 22일 서울지방법원은 징역 1년 6개월에 집행유예 3년, 도박치료 프로그램 40시간과 사회 봉사 120시간을 선고했다. 이는 해당 사건에 연루된 인물들 중 브로커 박훈서와 함께 가장 무거운 형을 선고받은 것이다. 원종서를 포함한 해당 판결의 피고인들은 항소를 하지 않아 11월 4일 형이 확정되었다.

## 이후
2012년 2월 16일 육군훈련소에 입소해 2012년 3월 15일까지 4주 군사훈련을 마친 뒤 2014년 5월까지 산업기능요원으로 복무했다. 그 후 안산에 있는 자동차 시트 제조공장에서 일하고 있다.

## 수상 경력
원종서의 주요 기록은 승부조작 사건 이후, 한국e스포츠협회로부터 영구 제명되어 공식 기록에서 전부 삭제되었다.
- 2003년 11월 안산 게임 페스티벌 팀플대회 우승
- 2004년 11월 안산 게임 페스티벌 3위
- 2004년 8월 안산 사이버파크 대회 우승
- 2004년 11월 제6회 커리지 매치 입상
- 2005년 8월 2005년 준프로게이머 평가전 우승
- 2006년 온게임넷 슈퍼루키 토너먼트 준우승
- 2006년 9월 프링글스 MSL 시즌2 16강
- 2007년 2월 곰TV MSL 시즌1 8강
- 2007년 5월 곰TV MSL 시즌2 32강
- 2007년 6월 다음 스타리그 16강
- 2008년 1월 신한은행 프로리그 2007 후기리그 팀플 조합상 (김광섭,원종서) - (승부조작 사건으로 인해 상훈 말소)
- 2008년 3월 2007 대한민국 e-SPORTS 대상 팀플레이상 (김광섭,원종서) - (승부조작 사건으로 인해 상훈 말소)
- 2008년 7월 인크루트 스타리그 36강

## 같이 보기
- 마재윤
- 정진현
- 최가람
- 스타크래프트 승부 조작 사건